# Iglesia de San Juan Bautista (Zamora)
La iglesia de San Juan Bautista (denominada igualmente como Iglesia de San Juan de Puerta Nueva) es una iglesia románica ubicada en Zamora, Castilla y León (España). Se encuentra ubicada en un lateral de la plaza Mayor. La denominación de San Juan se debe a San Juan Bautista y la Puerta Nueva era una portada cuando la vecina muralla pasaba cercana a la plaza. Data de mediados del siglo XII. En 1961 se aprobó como Monumento Histórico. En una de sus esquinas, ya en el exterior, se puede encontrar una moderna estatua dedicada al Merlú, obra que se erigió en 1996 por el escultor zamorano Antonio Pedrero Yéboles.

## Historia
Esta iglesia, situada en el costado occidental de la plaza Mayor, fue edificada en la segunda mitad del siglo XII y parte de la centuria siguiente, junto a la denominada Porta Nova, la más oriental del primer recinto amurallado, abierta en 1171 para comunicar el primitivo recinto con el del arrabal. La cercanía de esta puerta hizo que a esta iglesia se le conozca con el título de San Juan de Puerta Nueva. Durante el siglo XVII y XVIII se celebraron durante las carnestolendas la festividad de las Cuarenta Horas. Esta celebración era muy popular y duraba tres días.

## Evolución
El edificio ha sufrido numerosas reparaciones, transformaciones y pérdidas a lo largo del tiempo. A cargo de la reforma se puso al alarife Rodrigo Gil de Hontañón. En 1559 se hundieron la torre y gran parte de las cubiertas, siendo rehecha aquella en 1579 y éstas sustituidas por una armadura mudéjar, que ha estado oculta por una bóveda de lunetos del siglo XVIII, al tiempo que se realizaron todos los muros perimetrales.
A finales del siglo XIX, el Ayuntamiento proyectó el ensanche y la alineación de la plaza Mayor, en el que se incluía la demolición de la iglesia, pero no se llevó a efecto por la enérgica protesta del obispo de la diócesis. Sin embargo, en 1905 fue expropiado forzosamente y dos años después derribado el claustro que tenía adosado al muro septentrional.
Gracias a la última restauración realizada por Bellas Artes, ha quedado completamente exenta al haberse derribado todas las construcciones adosadas y otros postizos que ocultaban casi totalmente su volumetría.

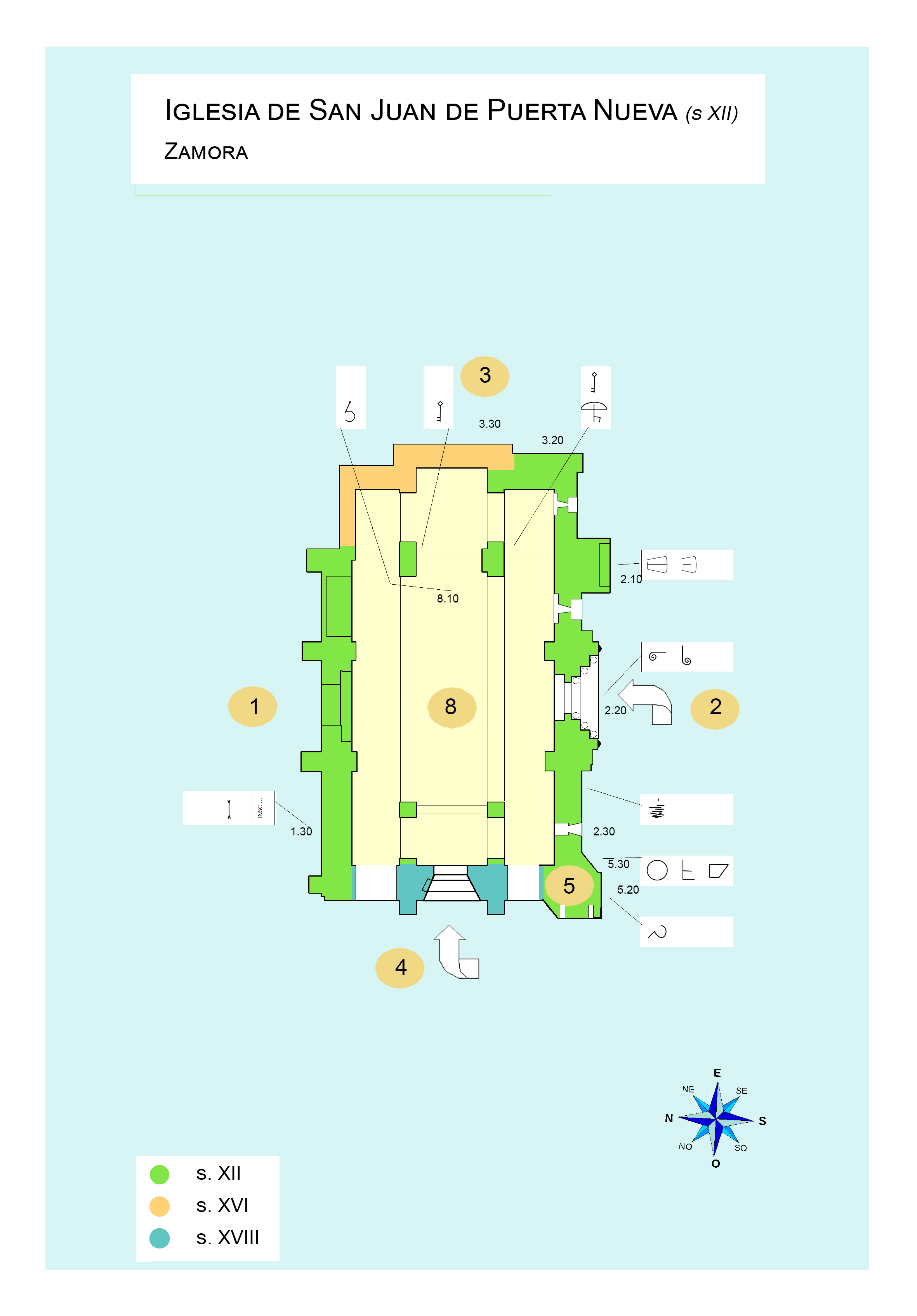
Aprox. a la planta y marcas de cantero.
1 Fachada Norte, 2 Fachada sur, 3 Fachada este, 4 Fachada oeste, 5 Torre, 8 Nave central.

## Planta
Su planta es rectangular, en estilo románico del siglo XII de tres naves (8) de tres tramos, con ábside (3) de cabecera recta. 

El acceso al templo se realiza por el pórtico de la fachada oeste (4) o el de la sur (2).
Fue realizada en sillería arenisca con orientación litúrgica.

En el siglo XVI se repararon la torre, el ábside izdo. y parte de la nave; en el s. XVIII se reconstruyó la fachada oeste, que fue restaurada en el s. XX.

## Marcas de cantero
Se han identificado 17 signos de 10 tipos diferentes, todos ellos de diseño sencillo de 1 a 11 trazos con predominio de trazo recto, perfil y trazo normal.

Su distribución por zonas puede verse en el informe ‘Distribución’.

En el informe 'signos rectores', se aprecia 1 logia de canteros y 1 maestro cantero especialista que trabajaron en la fachada este.

## Peromato
Su torre moderna, al menos hasta 1898 estuvo rematada por la efigie de grandes proporciones de un guerrero con armadura medieval en funciones de veleta, conocido con el nombre de Peromato, siendo tan conocido en Zamora como puede serlo el Giraldillo en Sevilla. Una réplica fue emplazada en su lugar en 1987, exponiéndose el original en el Museo Provincial de Zamora.
Existe una locución zamorana relacionada con su histórica veleta, y que dice así: "Ya está vuelto el Peromato". La misma sirve para indicar que alguien ha cambiado de parecer o que se vuelve atrás.